# International Featured Standard

Logo des IFS

International Featured Standards (IFS)  bezeichnet eine Reihe von „Lebensmittel-, Produkt- und Servicestandards“, die gewährleisten sollen, dass „gemäß den mit den Kunden vereinbarten Spezifikationen ein konformes Produkt“ produziert wird „bzw. eine Dienstleistung“ erbracht wird. 

Zu den International Featured Standards zählen: IFS Broker, IFS Cash&Carry / Wholesale, IFS Food (ehemals International Food Standard), IFS Food Store, IFS HPC, IFS Logistics und IFS PACsecure.

## Entstehung
Ursprünglich als International Food Standard entwickelt, wurde das Themengebiet erweitert und der Name in International Featured Standards geändert. 
Ziel ist die Reduzierung des Aufwands durch die Vielzahl an Audits im Bereich der Qualitätssicherung sowohl bei Lieferanten als auch den Handelsunternehmen. 

Mitgliedsunternehmen des HDE  – Hauptverbands des Deutschen Einzelhandels und des FCD – Fédération des Entreprises du Commerce et de la Distribution entwickelten 2003 einen Qualitäts- und Lebensmittelsicherheitsstandard für Eigenmarken des Handels, den International Food Standard. Er diente der einheitlichen Überprüfung der Lebensmittelsicherheit und des Qualitätsniveaus der Produzenten. Es folgten mehrere Aktualisierungen und die Zusammenarbeit mit italienischen Handelsverbänden. Als weitere Standards für die Lieferkette entwickelt wurden, wurde die Marke International Food Standard in International Featured Standards umbenannt.   Die Zertifizierung erfolgt durch unabhängige, akkreditierte Zertifizierungsstellen.

## Ziele und Anwendungsbereiche
IFS Standards sollen sicherstellen, dass zertifizierte Unternehmen gemäß den mit den Kunden vereinbarten Spezifikationen ein konformes Produkt produzieren bzw. eine Dienstleistung erbringen und über einen kontinuierlichen Verbesserungsprozess stetig an der Verbesserung arbeiten.  
Die Standards und deren Anforderungen  (Checklisten)  richten sich dabei an verschiedene Teilnehmer der Lieferkette:

### IFS Broker
- soll für Unternehmen angewendet werden, die hauptsächlich „Handelsaktivitäten“ ausüben. Broker wählen ihre Lieferanten selbst aus und kaufen die Ware selbst oder im Auftrag zum Zwecke des Weiterhandelns und kommen dabei nicht zwangsläufig mit dem Produkt „in Berührung“.

### IFS Cash&Carry/Wholesale
- soll Handhabungsaktivitäten von losen und verpackten Produkten in  Cash-&-Carry-Märkten  oder Großhandelsunternehmen abdecken. Die Anforderungen im IFS Cash & Carry/Wholesale sind die gleichen wie im IFS Food, beinhalten aber zusätzlich Vorgaben, wie mit speziellen Anforderungen in Cash-&-Carry-Märkten oder Großhandelsunternehmen umzugehen ist.

### IFS Food
- soll der Auditierung von Unternehmen dienen, die Lebensmittel verarbeiten, oder Unternehmen, die lose Lebensmittelprodukte verpacken. IFS Food kann angewendet werden, wenn Produkte verarbeitet oder behandelt werden oder wenn die Gefahr einer Produktkontamination während der Erstverpackung besteht.

### IFS HPC
- ist ein Standard zur Gewährleistung der Sicherheit und Qualität von Haushalts- und Körperpflegeprodukten.

### IFS Logistics
- ist sowohl für Lebensmittel- als auch Nichtlebensmittelprodukte anwendbar und deckt alle logistischen Aktivitäten wie Be- und Entladen sowie Transport ab. Der Standard kann für verschiedene Transportarten angewendet werden, z. B. Lastkraftwagen, Züge, Schiffe und Flugzeuge.

### IFS PACsecure
- ist ein Sicherheits- und Qualitätsstandard, der für alle Hersteller von Primär- und Sekundärverpackungsmitteln anwendbar sein soll.